# Liste des coureurs du Tour de France 2024
Pour un article plus général, voir Tour de France 2024.
Cet article dresse la liste des coureurs du Tour de France 2024. Les 176 coureurs sont répartis en 22 équipes.

## Liste des participants
| Légende                             | Légende                                                                                         | Légende                                | Légende                                                                                                  |
| ----------------------------------- | ----------------------------------------------------------------------------------------------- | -------------------------------------- | --- |
| Num                                 | Dossard de départ porté par le coureur sur ce Tour de France                                    | Pos                                    | Position finale au classement général                                                                    |
| Leader du classement général        | Indique le vainqueur du classement général                                                      | Leader du classement par points        | Indique le vainqueur du classement par points                                                            |
| Leader du classement de la montagne | Indique le vainqueur du classement de la montagne                                               | Leader du classement du meilleur jeune | Indique le vainqueur du classement du meilleur jeune                                                     |
| Meilleure équipe                    | Indique la meilleure équipe                                                                     | Super combatif                         | Indique le super combatif                                                                                |
|                                     | Indique un maillot de champion national ou mondial, suivi de sa spécialité                      | NP                                     | Indique un coureur qui n'a pas pris le départ d'une étape, suivi du numéro de l'étape où il s'est retiré |
| AB                                  | Indique un coureur qui n'a pas terminé une étape, suivi du numéro de l'étape où il s'est retiré | HD                                     | Indique un coureur qui a terminé une étape hors des délais, suivi du numéro de l'étape                   |
| EX                                  | Coureur exclu pour non-respect du règlement, suivi du numéro de l'étape                         | *                                      | Indique un coureur en lice pour le classement du meilleur jeune (coureurs nés après le 1er janvier 1999) |

| Team Visma \| Lease a Bike TVL | Team Visma \| Lease a Bike TVL   | Team Visma \| Lease a Bike TVL |
| ------------------------------ | -------------------------------- | ------------------------------ |
| Num                            | Coureur                          | Pos                            |
| 1                              | Jonas Vingegaard (DEN)           | 2e                             |
| 2                              | Tiesj Benoot (BEL)               | 49e                            |
| 3                              | Matteo Jorgenson (USA)           | 8e                             |
| 4                              | Wilco Kelderman (NED)            | 21e                            |
| 5                              | Christophe Laporte (FRA) (route) | 84e                            |
| 6                              | Bart Lemmen (NED)                | 70e                            |
| 7                              | Jan Tratnik (SLO)                | 64e                            |
| 8                              | Wout van Aert (BEL)              | 52e                            |

| UAE Team Emirates UAD | UAE Team Emirates UAD      | UAE Team Emirates UAD |
| --------------------- | -------------------------- | --------------------- |
| Num                   | Coureur                    | Pos                   |
| 11                    | Tadej Pogačar (SLO)        | 1er                   |
| 12                    | João Almeida (POR)         | 4e                    |
| 13                    | Juan Ayuso (ESP)           | AB-13                 |
| 14                    | Nils Politt (GER) (chrono) | 75e                   |
| 15                    | Pavel Sivakov (FRA)        | 32e                   |
| 16                    | Marc Soler (ESP)           | 44e                   |
| 17                    | Tim Wellens (BEL) (chrono) | 80e                   |
| 18                    | Adam Yates (GBR)           | 6e                    |

| Team Jayco AlUla JAY | Team Jayco AlUla JAY            | Team Jayco AlUla JAY |
| -------------------- | ------------------------------- | -------------------- |
| Num                  | Coureur                         | Pos                  |
| 21                   | Simon Yates (GBR)               | 12e                  |
| 22                   | Luke Durbridge (AUS)            | 123e                 |
| 23                   | Dylan Groenewegen (NED) (route) | 135e                 |
| 24                   | Chris Harper (AUS)              | NP-16                |
| 25                   | Christopher Juul Jensen (DEN)   | 97e                  |
| 26                   | Michael Matthews (AUS)          | 89e                  |
| 27                   | Luka Mezgec (SLO)               | 116e                 |
| 28                   | Elmar Reinders (NED)            | NP-17                |

| Ineos Grenadiers IGD | Ineos Grenadiers IGD       | Ineos Grenadiers IGD |
| -------------------- | -------------------------- | -------------------- |
| Num                  | Coureur                    | Pos                  |
| 31                   | Carlos Rodríguez (ESP)     | 7e                   |
| 32                   | Egan Bernal (COL)          | 29e                  |
| 33                   | Jonathan Castroviejo (ESP) | 53e                  |
| 34                   | Laurens De Plus (BEL)      | 15e                  |
| 35                   | Michał Kwiatkowski (POL)   | 54e                  |
| 36                   | Tom Pidcock (GBR)          | NP-14                |
| 37                   | Geraint Thomas (GBR)       | 42e                  |
| 38                   | Ben Turner (GBR)           | 115e                 |

| Lidl-Trek LTK | Lidl-Trek LTK                        | Lidl-Trek LTK |
| ------------- | ------------------------------------ | ------------- |
| Num           | Coureur                              | Pos           |
| 41            | Giulio Ciccone (ITA)                 | 11e           |
| 42            | Julien Bernard (FRA)                 | 22e           |
| 43            | Tim Declercq (BEL)                   | NP-11         |
| 44            | Ryan Gibbons (RSA) (route et chrono) | 87e           |
| 45            | Mads Pedersen (DEN)                  | NP-8          |
| 46            | Toms Skujiņš (LAT)                   | 45e           |
| 47            | Jasper Stuyven (BEL)                 | 61e           |
| 48            | Carlos Verona (ESP)                  | 24e           |

| Decathlon-AG2R La Mondiale DAT | Decathlon-AG2R La Mondiale DAT | Decathlon-AG2R La Mondiale DAT |
| ------------------------------ | ------------------------------ | ------------------------------ |
| Num                            | Coureur                        | Pos                            |
| 51                             | Felix Gall (AUT)               | 14e                            |
| 52                             | Bruno Armirail (FRA) (chrono)  | 33e                            |
| 53                             | Sam Bennett (IRL)              | AB-17                          |
| 54                             | Dorian Godon (FRA)             | 82e                            |
| 55                             | Paul Lapeira (FRA) (route)     | 88e                            |
| 56                             | Oliver Naesen (BEL)            | 83e                            |
| 57                             | Nans Peters (FRA)              | 76e                            |
| 58                             | Nicolas Prodhomme (FRA)        | 48e                            |

| Bahrain Victorious TBV | Bahrain Victorious TBV       | Bahrain Victorious TBV |
| ---------------------- | ---------------------------- | ---------------------- |
| Num                    | Coureur                      | Pos                    |
| 61                     | Pello Bilbao (ESP)           | AB-12                  |
| 62                     | Nikias Arndt (GER)           | 111e                   |
| 63                     | Phil Bauhaus (GER)           | NP-17                  |
| 64                     | Santiago Buitrago (COL)      | 10e                    |
| 65                     | Jack Haig (AUS)              | 31e                    |
| 66                     | Matej Mohorič (SLO) (chrono) | 127e                   |
| 67                     | Wout Poels (NED)             | 43e                    |
| 68                     | Fred Wright (GBR)            | HD-11                  |

| Soudal Quick-Step SOQ | Soudal Quick-Step SOQ          | Soudal Quick-Step SOQ |
| --------------------- | ------------------------------ | --------------------- |
| Num                   | Coureur                        | Pos                   |
| 71                    | Remco Evenepoel (BEL) (chrono) | 3e                    |
| 72                    | Jan Hirt (CZE)                 | 67e                   |
| 73                    | Yves Lampaert (BEL)            | 125e                  |
| 74                    | Mikel Landa (ESP)              | 5e                    |
| 75                    | Gianni Moscon (ITA)            | 86e                   |
| 76                    | Casper Pedersen (DEN)          | NP-4                  |
| 77                    | Ilan Van Wilder (BEL)          | 26e                   |
| 78                    | Louis Vervaeke (BEL)           | AB-14                 |

| Red Bull-Bora-Hansgrohe RBH | Red Bull-Bora-Hansgrohe RBH | Red Bull-Bora-Hansgrohe RBH |
| --------------------------- | --------------------------- | --------------------------- |
| Num                         | Coureur                     | Pos                         |
| 81                          | Primož Roglič (SLO)         | NP-13                       |
| 82                          | Nico Denz (GER)             | 110e                        |
| 83                          | Marco Haller (AUT)          | 85e                         |
| 84                          | Jai Hindley (AUS)           | 18e                         |
| 85                          | Bob Jungels (LUX)           | 37e                         |
| 86                          | Matteo Sobrero (ITA)        | 60e                         |
| 87                          | Danny van Poppel (NED)      | 120e                        |
| 88                          | Aleksandr Vlasov            | NP-10                       |

| Groupama-FDJ GFC | Groupama-FDJ GFC            | Groupama-FDJ GFC |
| ---------------- | --------------------------- | ---------------- |
| Num              | Coureur                     | Pos              |
| 91               | David Gaudu (FRA)           | 65e              |
| 92               | Kevin Geniets (LUX) (route) | 58e              |
| 93               | Romain Grégoire (FRA)       | 41e              |
| 94               | Stefan Küng (SUI) (chrono)  | NP-19            |
| 95               | Valentin Madouas (FRA)      | 25e              |
| 96               | Lenny Martinez (FRA)        | 124e             |
| 97               | Quentin Pacher (FRA)        | 46e              |
| 98               | Clément Russo (FRA)         | 102e             |

| Alpecin-Deceuninck ADC | Alpecin-Deceuninck ADC             | Alpecin-Deceuninck ADC |
| ---------------------- | ---------------------------------- | ---------------------- |
| Num                    | Coureur                            | Pos                    |
| 101                    | Mathieu van der Poel (NED) (route) | 96e                    |
| 102                    | Silvan Dillier (SUI)               | 126e                   |
| 103                    | Robbe Ghys (BEL)                   | 134e                   |
| 104                    | Søren Kragh Andersen (DEN)         | HD-12                  |
| 105                    | Axel Laurance (FRA)                | 99e                    |
| 106                    | Jasper Philipsen (BEL)             | 128e                   |
| 107                    | Jonas Rickaert (BEL)               | HD-12                  |
| 108                    | Gianni Vermeersch (BEL)            | 107e                   |

| EF Education-EasyPost EFE | EF Education-EasyPost EFE      | EF Education-EasyPost EFE |
| ------------------------- | ------------------------------ | ------------------------- |
| Num                       | Coureur                        | Pos                       |
| 111                       | Richard Carapaz (ECU) (chrono) | 17e                       |
| 112                       | Alberto Bettiol (ITA) (route)  | AB-14                     |
| 113                       | Stefan Bissegger (SUI)         | 100e                      |
| 114                       | Rui Costa (POR) (route)        | 68e                       |
| 115                       | Ben Healy (IRL)                | 27e                       |
| 116                       | Neilson Powless (USA)          | 59e                       |
| 117                       | Sean Quinn (USA) (route)       | 78e                       |
| 118                       | Marijn van den Berg (NED)      | 109e                      |

| Lotto Dstny LTD | Lotto Dstny LTD             | Lotto Dstny LTD |
| --------------- | --------------------------- | --------------- |
| Num             | Coureur                     | Pos             |
| 121             | Arnaud De Lie (BEL) (route) | 119e            |
| 122             | Cédric Beullens (BEL)       | 121e            |
| 123             | Victor Campenaerts (BEL)    | 81e             |
| 124             | Jarrad Drizners (AUS)       | 139e            |
| 125             | Sébastien Grignard (BEL)    | 129e            |
| 126             | Maxim Van Gils (BEL)        | NP-16           |
| 127             | Harm Vanhoucke (BEL)        | 130e            |
| 128             | Brent Van Moer (BEL)        | 95e             |

| Israel-Premier Tech IPT | Israel-Premier Tech IPT | Israel-Premier Tech IPT |
| ----------------------- | ----------------------- | ----------------------- |
| Num                     | Coureur                 | Pos                     |
| 131                     | Stephen Williams (GBR)  | 73e                     |
| 132                     | Pascal Ackermann (GER)  | 112e                    |
| 133                     | Guillaume Boivin (CAN)  | NP-14                   |
| 134                     | Jakob Fuglsang (DEN)    | 38e                     |
| 135                     | Derek Gee (CAN)         | 9e                      |
| 136                     | Hugo Houle (CAN)        | 50e                     |
| 137                     | Krists Neilands (LAT)   | 66e                     |
| 138                     | Jake Stewart (GBR)      | NP-19                   |

| Cofidis COF | Cofidis COF            | Cofidis COF |
| ----------- | ---------------------- | ----------- |
| Num         | Coureur                | Pos         |
| 141         | Guillaume Martin (FRA) | 13e         |
| 142         | Piet Allegaert (BEL)   | 114e        |
| 143         | Bryan Coquard (FRA)    | 104e        |
| 144         | Simon Geschke (GER)    | 94e         |
| 145         | Jesús Herrada (ESP)    | NP-13       |
| 146         | Ion Izagirre (ESP)     | AB-11       |
| 147         | Alexis Renard (FRA)    | AB-11       |
| 148         | Axel Zingle (FRA)      | 108e        |

| Movistar Team MOV | Movistar Team MOV           | Movistar Team MOV |
| ----------------- | --------------------------- | ----------------- |
| Num               | Coureur                     | Pos               |
| 151               | Enric Mas (ESP)             | 19e               |
| 152               | Alex Aranburu (ESP) (route) | 71e               |
| 153               | Davide Formolo (ITA)        | 72e               |
| 154               | Fernando Gaviria (COL)      | AB-17             |
| 155               | Oier Lazkano (ESP)          | 79e               |
| 156               | Gregor Mühlberger (AUT)     | 56e               |
| 157               | Nélson Oliveira (POR)       | 51e               |
| 158               | Javier Romo (ESP)           | 23e               |

| Arkéa-B&B Hotels ARK | Arkéa-B&B Hotels ARK      | Arkéa-B&B Hotels ARK |
| -------------------- | ------------------------- | -------------------- |
| Num                  | Coureur                   | Pos                  |
| 161                  | Kévin Vauquelin (FRA)     | 91e                  |
| 162                  | Amaury Capiot (BEL)       | AB-14                |
| 163                  | Clément Champoussin (FRA) | 101e                 |
| 164                  | Arnaud Démare (FRA)       | HD-19                |
| 165                  | Raúl García Pierna (ESP)  | 98e                  |
| 166                  | Daniel McLay (GBR)        | 136e                 |
| 167                  | Luca Mozzato (ITA)        | 137e                 |
| 168                  | Cristian Rodríguez (ESP)  | 36e                  |

| Intermarché-Wanty IWA | Intermarché-Wanty IWA  | Intermarché-Wanty IWA |
| --------------------- | ---------------------- | --------------------- |
| Num                   | Coureur                | Pos                   |
| 171                   | Louis Meintjes (RSA)   | 20e                   |
| 172                   | Biniam Girmay (ERI)    | 113e                  |
| 173                   | Kobe Goossens (BEL)    | 69e                   |
| 174                   | Hugo Page (FRA)        | 117e                  |
| 175                   | Laurenz Rex (BEL)      | 118e                  |
| 176                   | Mike Teunissen (NED)   | 93e                   |
| 177                   | Gerben Thijssen (BEL)  | AB-15                 |
| 178                   | Georg Zimmermann (GER) | 77e                   |

| Team dsm-firmenich PostNL DFP | Team dsm-firmenich PostNL DFP | Team dsm-firmenich PostNL DFP |
| ----------------------------- | ----------------------------- | ----------------------------- |
| Num                           | Coureur                       | Pos                           |
| 181                           | Romain Bardet (FRA)           | 30e                           |
| 182                           | Warren Barguil (FRA)          | 40e                           |
| 183                           | John Degenkolb (GER)          | 122e                          |
| 184                           | Nils Eekhoff (NED)            | AB-19                         |
| 185                           | Fabio Jakobsen (NED)          | AB-12                         |
| 186                           | Oscar Onley (GBR)             | 39e                           |
| 187                           | Frank van den Broek (NED)     | 62e                           |
| 188                           | Bram Welten (NED)             | HD-15                         |

| Astana Qazaqstan Team AST | Astana Qazaqstan Team AST | Astana Qazaqstan Team AST |
| ------------------------- | ------------------------- | ------------------------- |
| Num                       | Coureur                   | Pos                       |
| 191                       | Mark Cavendish (GBR)      | 141e                      |
| 192                       | Davide Ballerini (ITA)    | 140e                      |
| 193                       | Cees Bol (NED)            | 138e                      |
| 194                       | Yevgeniy Fedorov (KAZ)    | HD-12                     |
| 195                       | Michele Gazzoli (ITA)     | AB-1                      |
| 196                       | Alexey Lutsenko (KAZ)     | AB-17                     |
| 197                       | Michael Mørkøv (DEN)      | NP-12                     |
| 198                       | Harold Tejada (COL)       | 74e                       |

| Uno-X Mobility UXM | Uno-X Mobility UXM               | Uno-X Mobility UXM |
| ------------------ | -------------------------------- | ------------------ |
| Num                | Coureur                          | Pos                |
| 201                | Magnus Cort Nielsen (DEN)        | 57e                |
| 202                | Jonas Abrahamsen (NOR)           | 55e                |
| 203                | Odd Christian Eiking (NOR)       | 34e                |
| 204                | Tobias Johannessen (NOR)         | 35e                |
| 205                | Alexander Kristoff (NOR)         | 131e               |
| 206                | Johannes Kulset (NOR)            | 47e                |
| 207                | Rasmus Tiller (NOR)              | 105e               |
| 208                | Søren Wærenskjold (NOR) (chrono) | 133e               |

| TotalEnergies TEN | TotalEnergies TEN        | TotalEnergies TEN |
| ----------------- | ------------------------ | ----------------- |
| Num               | Coureur                  | Pos               |
| 211               | Steff Cras (BEL)         | 16e               |
| 212               | Mathieu Burgaudeau (FRA) | 63e               |
| 213               | Sandy Dujardin (FRA)     | 132e              |
| 214               | Thomas Gachignard (FRA)  | 92e               |
| 215               | Fabien Grellier (FRA)    | 90e               |
| 216               | Jordan Jegat (FRA)       | 28e               |
| 217               | Anthony Turgis (FRA)     | 106e              |
| 218               | Mattéo Vercher (FRA)     | 103e              |

| Team Visma \| Lease a Bike TVL | Team Visma \| Lease a Bike TVL   | Team Visma \| Lease a Bike TVL |
| ------------------------------ | -------------------------------- | ------------------------------ |
| Num                            | Coureur                          | Pos                            |
| 1                              | Jonas Vingegaard (DEN)           | 2e                             |
| 2                              | Tiesj Benoot (BEL)               | 49e                            |
| 3                              | Matteo Jorgenson (USA)           | 8e                             |
| 4                              | Wilco Kelderman (NED)            | 21e                            |
| 5                              | Christophe Laporte (FRA) (route) | 84e                            |
| 6                              | Bart Lemmen (NED)                | 70e                            |
| 7                              | Jan Tratnik (SLO)                | 64e                            |
| 8                              | Wout van Aert (BEL)              | 52e                            |

| UAE Team Emirates UAD | UAE Team Emirates UAD      | UAE Team Emirates UAD |
| --------------------- | -------------------------- | --------------------- |
| Num                   | Coureur                    | Pos                   |
| 11                    | Tadej Pogačar (SLO)        | 1er                   |
| 12                    | João Almeida (POR)         | 4e                    |
| 13                    | Juan Ayuso (ESP)           | AB-13                 |
| 14                    | Nils Politt (GER) (chrono) | 75e                   |
| 15                    | Pavel Sivakov (FRA)        | 32e                   |
| 16                    | Marc Soler (ESP)           | 44e                   |
| 17                    | Tim Wellens (BEL) (chrono) | 80e                   |
| 18                    | Adam Yates (GBR)           | 6e                    |

| Team Jayco AlUla JAY | Team Jayco AlUla JAY            | Team Jayco AlUla JAY |
| -------------------- | ------------------------------- | -------------------- |
| Num                  | Coureur                         | Pos                  |
| 21                   | Simon Yates (GBR)               | 12e                  |
| 22                   | Luke Durbridge (AUS)            | 123e                 |
| 23                   | Dylan Groenewegen (NED) (route) | 135e                 |
| 24                   | Chris Harper (AUS)              | NP-16                |
| 25                   | Christopher Juul Jensen (DEN)   | 97e                  |
| 26                   | Michael Matthews (AUS)          | 89e                  |
| 27                   | Luka Mezgec (SLO)               | 116e                 |
| 28                   | Elmar Reinders (NED)            | NP-17                |

| Ineos Grenadiers IGD | Ineos Grenadiers IGD       | Ineos Grenadiers IGD |
| -------------------- | -------------------------- | -------------------- |
| Num                  | Coureur                    | Pos                  |
| 31                   | Carlos Rodríguez (ESP)     | 7e                   |
| 32                   | Egan Bernal (COL)          | 29e                  |
| 33                   | Jonathan Castroviejo (ESP) | 53e                  |
| 34                   | Laurens De Plus (BEL)      | 15e                  |
| 35                   | Michał Kwiatkowski (POL)   | 54e                  |
| 36                   | Tom Pidcock (GBR)          | NP-14                |
| 37                   | Geraint Thomas (GBR)       | 42e                  |
| 38                   | Ben Turner (GBR)           | 115e                 |

| Lidl-Trek LTK | Lidl-Trek LTK                        | Lidl-Trek LTK |
| ------------- | ------------------------------------ | ------------- |
| Num           | Coureur                              | Pos           |
| 41            | Giulio Ciccone (ITA)                 | 11e           |
| 42            | Julien Bernard (FRA)                 | 22e           |
| 43            | Tim Declercq (BEL)                   | NP-11         |
| 44            | Ryan Gibbons (RSA) (route et chrono) | 87e           |
| 45            | Mads Pedersen (DEN)                  | NP-8          |
| 46            | Toms Skujiņš (LAT)                   | 45e           |
| 47            | Jasper Stuyven (BEL)                 | 61e           |
| 48            | Carlos Verona (ESP)                  | 24e           |

| Decathlon-AG2R La Mondiale DAT | Decathlon-AG2R La Mondiale DAT | Decathlon-AG2R La Mondiale DAT |
| ------------------------------ | ------------------------------ | ------------------------------ |
| Num                            | Coureur                        | Pos                            |
| 51                             | Felix Gall (AUT)               | 14e                            |
| 52                             | Bruno Armirail (FRA) (chrono)  | 33e                            |
| 53                             | Sam Bennett (IRL)              | AB-17                          |
| 54                             | Dorian Godon (FRA)             | 82e                            |
| 55                             | Paul Lapeira (FRA) (route)     | 88e                            |
| 56                             | Oliver Naesen (BEL)            | 83e                            |
| 57                             | Nans Peters (FRA)              | 76e                            |
| 58                             | Nicolas Prodhomme (FRA)        | 48e                            |

| Bahrain Victorious TBV | Bahrain Victorious TBV       | Bahrain Victorious TBV |
| ---------------------- | ---------------------------- | ---------------------- |
| Num                    | Coureur                      | Pos                    |
| 61                     | Pello Bilbao (ESP)           | AB-12                  |
| 62                     | Nikias Arndt (GER)           | 111e                   |
| 63                     | Phil Bauhaus (GER)           | NP-17                  |
| 64                     | Santiago Buitrago (COL)      | 10e                    |
| 65                     | Jack Haig (AUS)              | 31e                    |
| 66                     | Matej Mohorič (SLO) (chrono) | 127e                   |
| 67                     | Wout Poels (NED)             | 43e                    |
| 68                     | Fred Wright (GBR)            | HD-11                  |

| Soudal Quick-Step SOQ | Soudal Quick-Step SOQ          | Soudal Quick-Step SOQ |
| --------------------- | ------------------------------ | --------------------- |
| Num                   | Coureur                        | Pos                   |
| 71                    | Remco Evenepoel (BEL) (chrono) | 3e                    |
| 72                    | Jan Hirt (CZE)                 | 67e                   |
| 73                    | Yves Lampaert (BEL)            | 125e                  |
| 74                    | Mikel Landa (ESP)              | 5e                    |
| 75                    | Gianni Moscon (ITA)            | 86e                   |
| 76                    | Casper Pedersen (DEN)          | NP-4                  |
| 77                    | Ilan Van Wilder (BEL)          | 26e                   |
| 78                    | Louis Vervaeke (BEL)           | AB-14                 |

| Red Bull-Bora-Hansgrohe RBH | Red Bull-Bora-Hansgrohe RBH | Red Bull-Bora-Hansgrohe RBH |
| --------------------------- | --------------------------- | --------------------------- |
| Num                         | Coureur                     | Pos                         |
| 81                          | Primož Roglič (SLO)         | NP-13                       |
| 82                          | Nico Denz (GER)             | 110e                        |
| 83                          | Marco Haller (AUT)          | 85e                         |
| 84                          | Jai Hindley (AUS)           | 18e                         |
| 85                          | Bob Jungels (LUX)           | 37e                         |
| 86                          | Matteo Sobrero (ITA)        | 60e                         |
| 87                          | Danny van Poppel (NED)      | 120e                        |
| 88                          | Aleksandr Vlasov            | NP-10                       |

| Groupama-FDJ GFC | Groupama-FDJ GFC            | Groupama-FDJ GFC |
| ---------------- | --------------------------- | ---------------- |
| Num              | Coureur                     | Pos              |
| 91               | David Gaudu (FRA)           | 65e              |
| 92               | Kevin Geniets (LUX) (route) | 58e              |
| 93               | Romain Grégoire (FRA)       | 41e              |
| 94               | Stefan Küng (SUI) (chrono)  | NP-19            |
| 95               | Valentin Madouas (FRA)      | 25e              |
| 96               | Lenny Martinez (FRA)        | 124e             |
| 97               | Quentin Pacher (FRA)        | 46e              |
| 98               | Clément Russo (FRA)         | 102e             |

| Alpecin-Deceuninck ADC | Alpecin-Deceuninck ADC             | Alpecin-Deceuninck ADC |
| ---------------------- | ---------------------------------- | ---------------------- |
| Num                    | Coureur                            | Pos                    |
| 101                    | Mathieu van der Poel (NED) (route) | 96e                    |
| 102                    | Silvan Dillier (SUI)               | 126e                   |
| 103                    | Robbe Ghys (BEL)                   | 134e                   |
| 104                    | Søren Kragh Andersen (DEN)         | HD-12                  |
| 105                    | Axel Laurance (FRA)                | 99e                    |
| 106                    | Jasper Philipsen (BEL)             | 128e                   |
| 107                    | Jonas Rickaert (BEL)               | HD-12                  |
| 108                    | Gianni Vermeersch (BEL)            | 107e                   |

| EF Education-EasyPost EFE | EF Education-EasyPost EFE      | EF Education-EasyPost EFE |
| ------------------------- | ------------------------------ | ------------------------- |
| Num                       | Coureur                        | Pos                       |
| 111                       | Richard Carapaz (ECU) (chrono) | 17e                       |
| 112                       | Alberto Bettiol (ITA) (route)  | AB-14                     |
| 113                       | Stefan Bissegger (SUI)         | 100e                      |
| 114                       | Rui Costa (POR) (route)        | 68e                       |
| 115                       | Ben Healy (IRL)                | 27e                       |
| 116                       | Neilson Powless (USA)          | 59e                       |
| 117                       | Sean Quinn (USA) (route)       | 78e                       |
| 118                       | Marijn van den Berg (NED)      | 109e                      |

| Lotto Dstny LTD | Lotto Dstny LTD             | Lotto Dstny LTD |
| --------------- | --------------------------- | --------------- |
| Num             | Coureur                     | Pos             |
| 121             | Arnaud De Lie (BEL) (route) | 119e            |
| 122             | Cédric Beullens (BEL)       | 121e            |
| 123             | Victor Campenaerts (BEL)    | 81e             |
| 124             | Jarrad Drizners (AUS)       | 139e            |
| 125             | Sébastien Grignard (BEL)    | 129e            |
| 126             | Maxim Van Gils (BEL)        | NP-16           |
| 127             | Harm Vanhoucke (BEL)        | 130e            |
| 128             | Brent Van Moer (BEL)        | 95e             |

| Israel-Premier Tech IPT | Israel-Premier Tech IPT | Israel-Premier Tech IPT |
| ----------------------- | ----------------------- | ----------------------- |
| Num                     | Coureur                 | Pos                     |
| 131                     | Stephen Williams (GBR)  | 73e                     |
| 132                     | Pascal Ackermann (GER)  | 112e                    |
| 133                     | Guillaume Boivin (CAN)  | NP-14                   |
| 134                     | Jakob Fuglsang (DEN)    | 38e                     |
| 135                     | Derek Gee (CAN)         | 9e                      |
| 136                     | Hugo Houle (CAN)        | 50e                     |
| 137                     | Krists Neilands (LAT)   | 66e                     |
| 138                     | Jake Stewart (GBR)      | NP-19                   |

| Cofidis COF | Cofidis COF            | Cofidis COF |
| ----------- | ---------------------- | ----------- |
| Num         | Coureur                | Pos         |
| 141         | Guillaume Martin (FRA) | 13e         |
| 142         | Piet Allegaert (BEL)   | 114e        |
| 143         | Bryan Coquard (FRA)    | 104e        |
| 144         | Simon Geschke (GER)    | 94e         |
| 145         | Jesús Herrada (ESP)    | NP-13       |
| 146         | Ion Izagirre (ESP)     | AB-11       |
| 147         | Alexis Renard (FRA)    | AB-11       |
| 148         | Axel Zingle (FRA)      | 108e        |

| Movistar Team MOV | Movistar Team MOV           | Movistar Team MOV |
| ----------------- | --------------------------- | ----------------- |
| Num               | Coureur                     | Pos               |
| 151               | Enric Mas (ESP)             | 19e               |
| 152               | Alex Aranburu (ESP) (route) | 71e               |
| 153               | Davide Formolo (ITA)        | 72e               |
| 154               | Fernando Gaviria (COL)      | AB-17             |
| 155               | Oier Lazkano (ESP)          | 79e               |
| 156               | Gregor Mühlberger (AUT)     | 56e               |
| 157               | Nélson Oliveira (POR)       | 51e               |
| 158               | Javier Romo (ESP)           | 23e               |

| Arkéa-B&B Hotels ARK | Arkéa-B&B Hotels ARK      | Arkéa-B&B Hotels ARK |
| -------------------- | ------------------------- | -------------------- |
| Num                  | Coureur                   | Pos                  |
| 161                  | Kévin Vauquelin (FRA)     | 91e                  |
| 162                  | Amaury Capiot (BEL)       | AB-14                |
| 163                  | Clément Champoussin (FRA) | 101e                 |
| 164                  | Arnaud Démare (FRA)       | HD-19                |
| 165                  | Raúl García Pierna (ESP)  | 98e                  |
| 166                  | Daniel McLay (GBR)        | 136e                 |
| 167                  | Luca Mozzato (ITA)        | 137e                 |
| 168                  | Cristian Rodríguez (ESP)  | 36e                  |

| Intermarché-Wanty IWA | Intermarché-Wanty IWA  | Intermarché-Wanty IWA |
| --------------------- | ---------------------- | --------------------- |
| Num                   | Coureur                | Pos                   |
| 171                   | Louis Meintjes (RSA)   | 20e                   |
| 172                   | Biniam Girmay (ERI)    | 113e                  |
| 173                   | Kobe Goossens (BEL)    | 69e                   |
| 174                   | Hugo Page (FRA)        | 117e                  |
| 175                   | Laurenz Rex (BEL)      | 118e                  |
| 176                   | Mike Teunissen (NED)   | 93e                   |
| 177                   | Gerben Thijssen (BEL)  | AB-15                 |
| 178                   | Georg Zimmermann (GER) | 77e                   |

| Team dsm-firmenich PostNL DFP | Team dsm-firmenich PostNL DFP | Team dsm-firmenich PostNL DFP |
| ----------------------------- | ----------------------------- | ----------------------------- |
| Num                           | Coureur                       | Pos                           |
| 181                           | Romain Bardet (FRA)           | 30e                           |
| 182                           | Warren Barguil (FRA)          | 40e                           |
| 183                           | John Degenkolb (GER)          | 122e                          |
| 184                           | Nils Eekhoff (NED)            | AB-19                         |
| 185                           | Fabio Jakobsen (NED)          | AB-12                         |
| 186                           | Oscar Onley (GBR)             | 39e                           |
| 187                           | Frank van den Broek (NED)     | 62e                           |
| 188                           | Bram Welten (NED)             | HD-15                         |

| Astana Qazaqstan Team AST | Astana Qazaqstan Team AST | Astana Qazaqstan Team AST |
| ------------------------- | ------------------------- | ------------------------- |
| Num                       | Coureur                   | Pos                       |
| 191                       | Mark Cavendish (GBR)      | 141e                      |
| 192                       | Davide Ballerini (ITA)    | 140e                      |
| 193                       | Cees Bol (NED)            | 138e                      |
| 194                       | Yevgeniy Fedorov (KAZ)    | HD-12                     |
| 195                       | Michele Gazzoli (ITA)     | AB-1                      |
| 196                       | Alexey Lutsenko (KAZ)     | AB-17                     |
| 197                       | Michael Mørkøv (DEN)      | NP-12                     |
| 198                       | Harold Tejada (COL)       | 74e                       |

| Uno-X Mobility UXM | Uno-X Mobility UXM               | Uno-X Mobility UXM |
| ------------------ | -------------------------------- | ------------------ |
| Num                | Coureur                          | Pos                |
| 201                | Magnus Cort Nielsen (DEN)        | 57e                |
| 202                | Jonas Abrahamsen (NOR)           | 55e                |
| 203                | Odd Christian Eiking (NOR)       | 34e                |
| 204                | Tobias Johannessen (NOR)         | 35e                |
| 205                | Alexander Kristoff (NOR)         | 131e               |
| 206                | Johannes Kulset (NOR)            | 47e                |
| 207                | Rasmus Tiller (NOR)              | 105e               |
| 208                | Søren Wærenskjold (NOR) (chrono) | 133e               |

| TotalEnergies TEN | TotalEnergies TEN        | TotalEnergies TEN |
| ----------------- | ------------------------ | ----------------- |
| Num               | Coureur                  | Pos               |
| 211               | Steff Cras (BEL)         | 16e               |
| 212               | Mathieu Burgaudeau (FRA) | 63e               |
| 213               | Sandy Dujardin (FRA)     | 132e              |
| 214               | Thomas Gachignard (FRA)  | 92e               |
| 215               | Fabien Grellier (FRA)    | 90e               |
| 216               | Jordan Jegat (FRA)       | 28e               |
| 217               | Anthony Turgis (FRA)     | 106e              |
| 218               | Mattéo Vercher (FRA)     | 103e              |

## Coureurs par nationalité
| #     | Nationalité     | Au départ | À l'arrivée | Victoire(s) d'étape                      |
| ----- | --------------- | --------- | ----------- | ---------------------------------------- |
| 1     | France          | 32        | 29          | 3 (Bardet, Vauquelin, Turgis)            |
| 2     | Belgique        | 28        | 22          | 5 (Evenepoel, Philipsen x3, Campenaerts) |
| 3     | Espagne         | 15        | 11          |                                          |
| 4     | Pays-Bas        | 14        | 10          | 1 (Groenewegen)                          |
| 5     | Royaume-Uni     | 11        | 8           | 1 (Cavendish)                            |
| 6     | Allemagne       | 8         | 7           |                                          |
| 7     | Danemark        | 8         | 4           | 1 (Vingegaard)                           |
| 8     | Italie          | 8         | 6           |                                          |
| 9     | Norvège         | 7         | 7           |                                          |
| 10    | Australie       | 6         | 5           |                                          |
| 11    | Slovénie        | 5         | 4           | 6 (Pogačar x6)                           |
| 12    | Colombie        | 4         | 3           |                                          |
| 13    | Autriche        | 3         | 3           |                                          |
| 14    | Canada          | 3         | 2           |                                          |
| 15    | États-Unis      | 3         | 3           |                                          |
| 16    | Portugal        | 3         | 3           |                                          |
| 17    | Suisse          | 3         | 1           |                                          |
| 18    | Afrique du Sud  | 2         | 2           |                                          |
| 19    | Irlande         | 2         | 1           |                                          |
| 20    | Kazakhstan      | 2         | 0           |                                          |
| 21    | Lettonie        | 2         | 2           |                                          |
| 22    | Luxembourg      | 2         | 2           |                                          |
| 23    | Équateur        | 1         | 1           | 1 (Carapaz)                              |
| 24    | Érythrée        | 1         | 1           | 3 (Girmay x3)                            |
| 25    | Pologne         | 1         | 1           |                                          |
| 26    | Tchéquie        | 1         | 1           |                                          |
| 27    | Bannière neutre | 1         | 0           |                                          |
| Total | Total           | 176       | 141         | 21                                       |